# Eriodes barbata
Eriodes barbata là một loài thực vật thuộc chi đơn loài chi Eriodes trong họ Lan (Orchidaceae).
Các chi Neotainiopsis (Bennet & Raizada, 1981) và Tainiopsis (Schltr., 1915) từng được coi là đồng nghĩa của chi Eriodes.